# Hình tượng lưỡng cư trong văn hóa

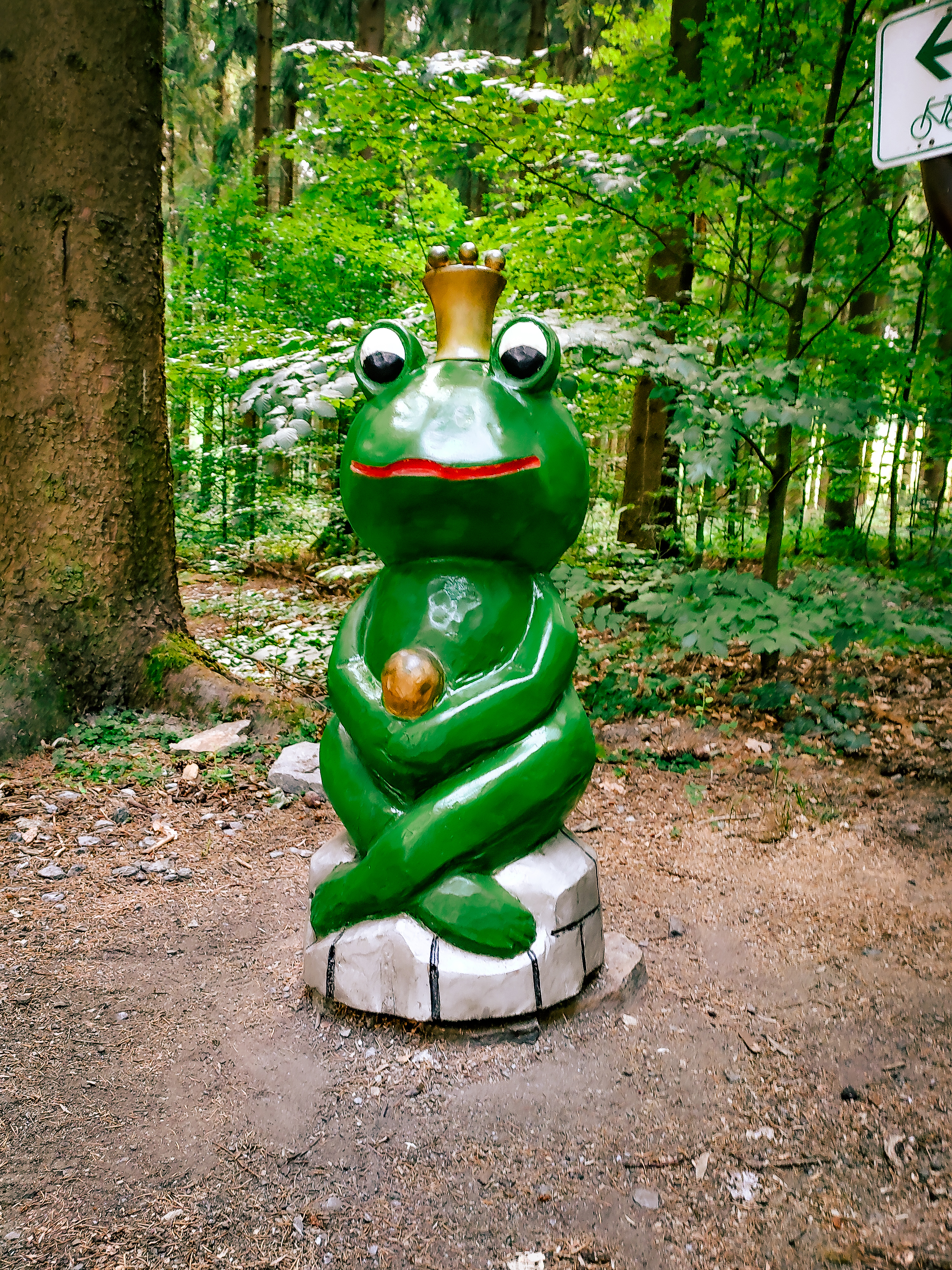
Hình tượng con ếch trong văn học

Động vật lưỡng cư gắn bó thường ngày với đời sống con người chả những vậy chúng còn xuất hiện nhiều trong các tác phẩm truyện cổ tích, dân gian, thần thoại. Hình ảnh con ếch, con cóc, con nhái được sử dụng nhiều nhất trong các tác phẩm văn học hiếm khi chúng ta đọc được những tác phẩm văn học sử dụng hình ảnh con sa giông. Đôi khi động vật lưỡng cư là những sinh vật kỳ lạ và đáng sợ. Tuy nhiên con ếch lại được người Ai Cập, người Hy Lạp, La Mã coi như biểu tượng của sự sinh sản. Còn bên Trung Quốc họ coi chúng như con vật đem lại sự may mắn cũng như phương thuốc để chữa bệnh.